# La virgen de la tosquera
La Virgen de la Tosquera es una película de terror sobrenatural de 2025 dirigida por Laura Casabé a partir de un guion de Benjamín Naishtat basado en dos historias de Mariana Enríquez. Es una coproducción internacional argentino-mexicana-española. La actriz principal es Dolores Oliverio.

## Argumento
Ambientada en 2001, durante la profunda crisis económica y las protestas en Argentina, la trama sigue a tres adolescentes (Natalia, Mariela y Josefina) que se enamoran del mismo chico, Diego. La situación da un giro cuando Diego inicia una relación con Silvia, mayor y más experimentada, y Natalia lanza un hechizo contra la pareja con la ayuda de su abuela Rita.

## Elenco
- Dolores Oliverio como Natalia
- Agustín Sosa como Diego
- Isabel Bracamonte como Josefina
- Candela Flores como Mariela
- Luisa Merelas como Rita
- Fernanda Echevarría como Silvia
- Dady Brieva

## Producción
La película está basada en los cuentos "El carrito" y "La virgen de la tosquera" de Mariana Enríquez, ambos pertenecientes al libro Los peligros de fumar en la cama. Es una coproducción argentino-mexicana-española de Mostra Cine, Ajimolido Films, Caponeto y Mr. Miyagi Films, y obtuvo financiación del fondo de coproducción Ibermedia 2023.
Casabé lamentó la situación actual de Argentina respecto a las políticas cinematográficas del Estado, afirmando que los realizadores estaban "viviendo una persecución ideológica", y que la coproducción internacional con México y España fue vital para la realización de la película. 
La filmación se llevó a cabo en la provincia de Mendoza.

## Estreno

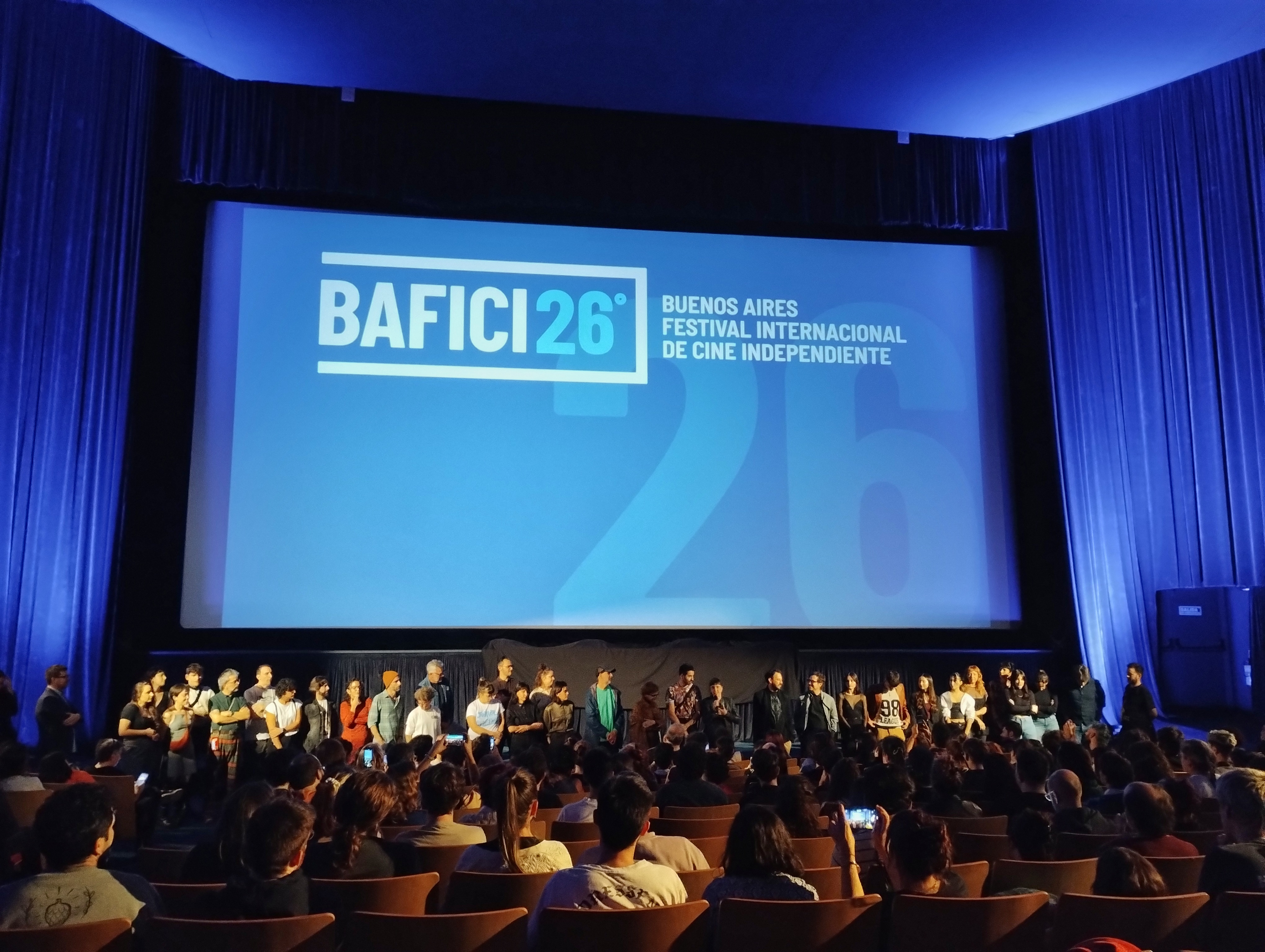
Presentación de La Virgen de la Tosquera en la 26º edición del Buenos Aires Festival Internacional de Cine Independiente (BAFICI).

En mayo de 2024, se anunció que Filmax había adquirido los derechos internacionales de la película.
Seleccionada en la programación del Festival de Cine de Sundance 2025, el filme tuvo su estreno mundial en el Teatro Egipcio el 27 de enero de 2025.
En abril de 2025 fue presentada por primera vez en Argentina en la 26º edición del Festival Internacional de Cine Independiente de Buenos Aires, participando de la Competencia Oficial Argentina.

## Recepción
Chris Deacy de Journal of Religion & Film consideró al filme un "interrogatorio cautivador y progresivamente chocante de la angustia adolescente", por otro lado exhibe matices de Carrie y reminiscencias de Las vírgenes suicidas.